# 陳鼐 (弘治進士)
陳鼐（1473年—？），字汝和，直隸永平府遷安縣民籍，江西新淦縣人，明朝政治人物。

## 生平
順天府鄉試第一百三十二名舉人。弘治十五年（1502年）中式壬戌科會試第一百九十五名，三甲第一百三十九名進士。

## 家族
曾祖陳子倫；祖父陳詰；父陳瑛，母王氏。重庆下。弟陳鼒。